# Mex (Svizzera)
Mex (toponimo francese) è un comune svizzero di 709 abitanti del Canton Vaud, nel distretto del Gros-de-Vaud.

## Monumenti e luoghi d'interesse

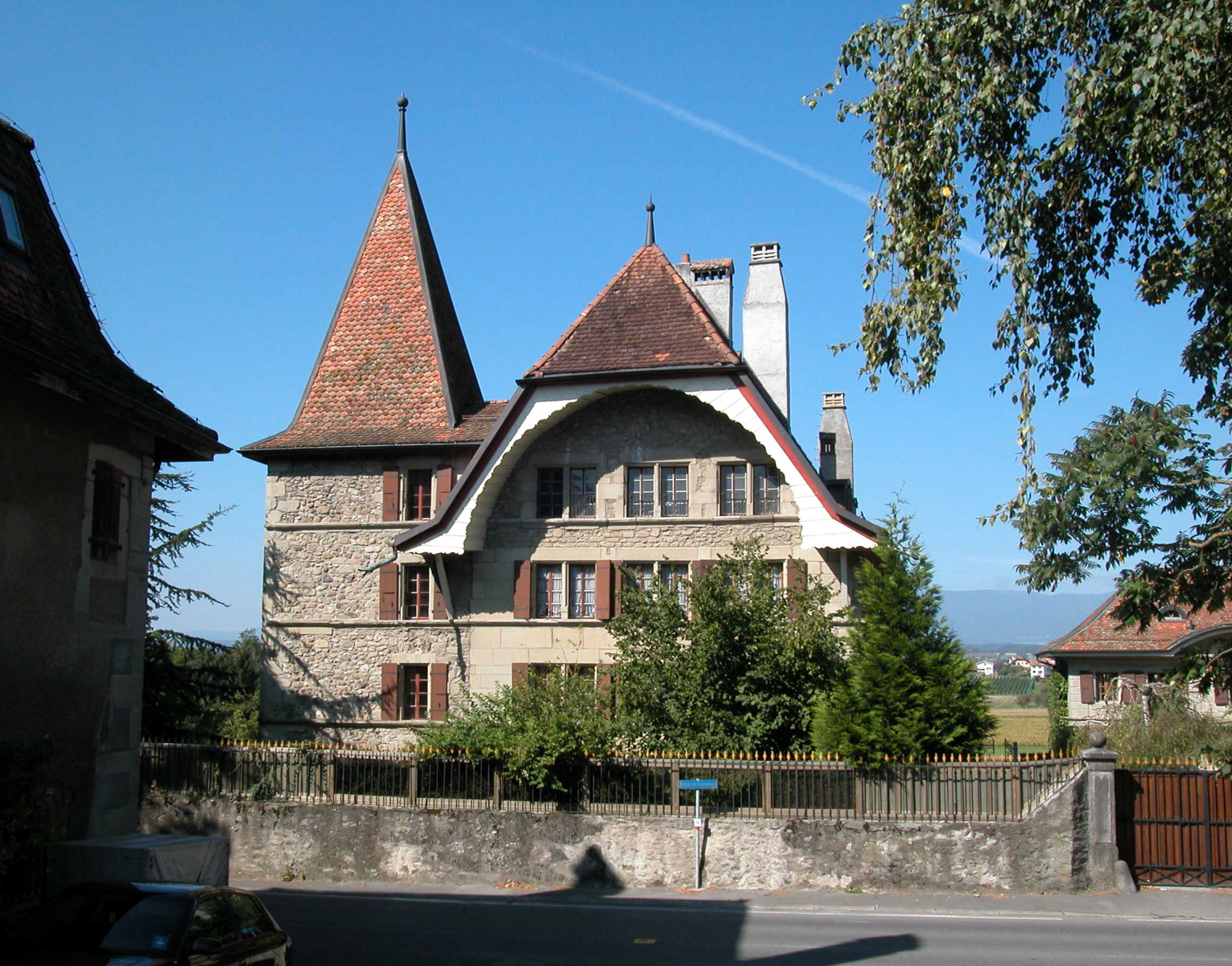
Il castello inferiore

- Chiesa riformata di Santa Maria Maddalena, attestata dal 1228[2];
- Castello Inferiore, attestato dal 1154[2].

## Società

### Evoluzione demografica
L'evoluzione demografica è riportata nella seguente tabella:
Abitanti censiti

## Amministrazione
Ogni famiglia originaria del luogo fa parte del cosiddetto comune patriziale e ha la responsabilità della manutenzione di ogni bene ricadente all'interno dei confini del comune.